# فتوح نشاطي
فتوح نشاطي (15 اكتوبر 1901 - 27 أكتوبر 1970)، ممثل مصري.

## حياته الفنية
ممثل ومخرج ومؤلف مصري، ولد في القاهرة عام 1901، درس في مدارس الفرير ثم إلتحق ببنك كريدى ليونيه، عمل بالمسرح المصري في بداياته منذ عام 1920 قبل أن يلتحق بفرقة رمسيس عام 1924، حيث ترجم للفرقة عشرات المسرحيات ثم سافر إلى فرنسا في بعثة للإخراج من عام 1937 إلى عام 1939، وعاد ليتولى الإخراج في الفرقة القومية، والفرقة المصرية للتمثيل والموسيقى، والفرقة المصرية الحديثة والمسرح القومي المصري، من مسرحياته (الغيرة) عام 1948، بينما من أبرز أعماله في السينما (شارع الحب، أغلى من عينيه)، كانت آخر أعماله مع الفنان كرم مطاوع في فيلم (سيد درويش) عام 1966، وذلك قبل أن يتوفى في 27 أكتوبر عام 1970

## أعماله
تمثيل
- الناصر صلاح الدين (1963)
- ألمظ وعبده الحامولي (1962)
- مع الذكريات (1961)
- شارع الحب (1958) .... المايسترو عزيز
- حب وإعدام (1956)
- الله معنا (1955)
- نحن بشر (1955)
- ليلة غرام (1951)
- وداد (1936)
- بيت القلوب المحطمة - مسلسل  إذاعي

من مسرحياته
- البؤساء
- المائدة الخضراء
- ملف الحديد

تأليف
- «يوميات فنان في باريس» 1971

مونتاج
- ابن النيل (1951)

## روابط خارجية
- فتوح نشاطي على موقع الدهليز
- فتوح نشاطي على موقع قاعدة بيانات الأفلام العربية